# Oculus Rift

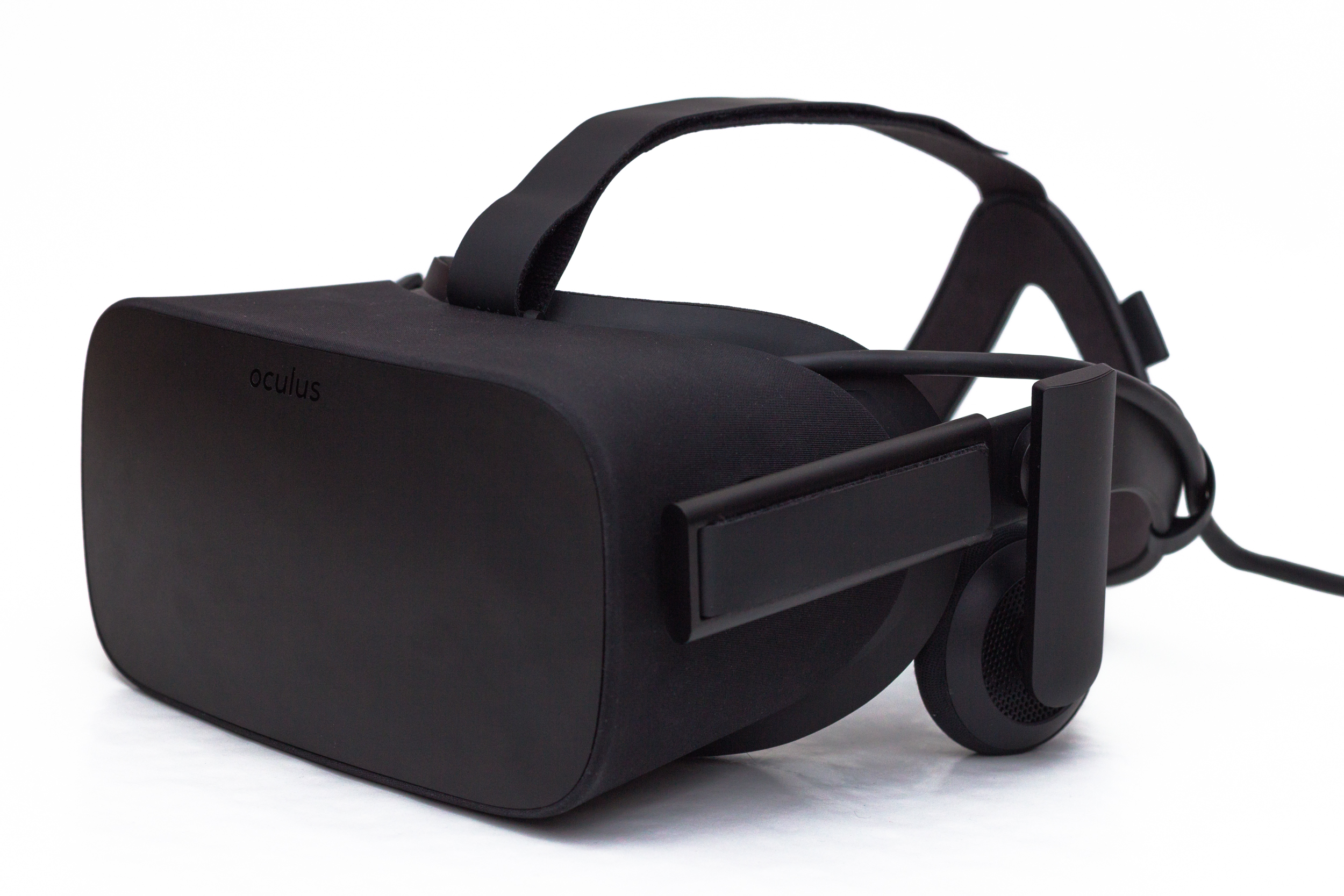
Oculus Rift används för att uppleva virtuell verklighet.

Oculus Rift är VR-glasögon gjorda för att uppleva virtuell verklighet. Facebook köpte företaget Oculus VR 2014 och VR-glasögonen släpptes den 28 mars 2016. Dess utvecklarvariant finansierades med gräsrotsfinansiering via Kickstarter 2012.
VR-glasögonen har stereoskopisk OLED bildskärm och en bildupplösning på 2160x1200 (1080×1200 per öga). Uppdateringsfrekvensen ligger på 90 Hz och synfältet är 110°. Oculus Rift har egna handkontroller men det går även att använda handkontrollerna från Xbox One. 

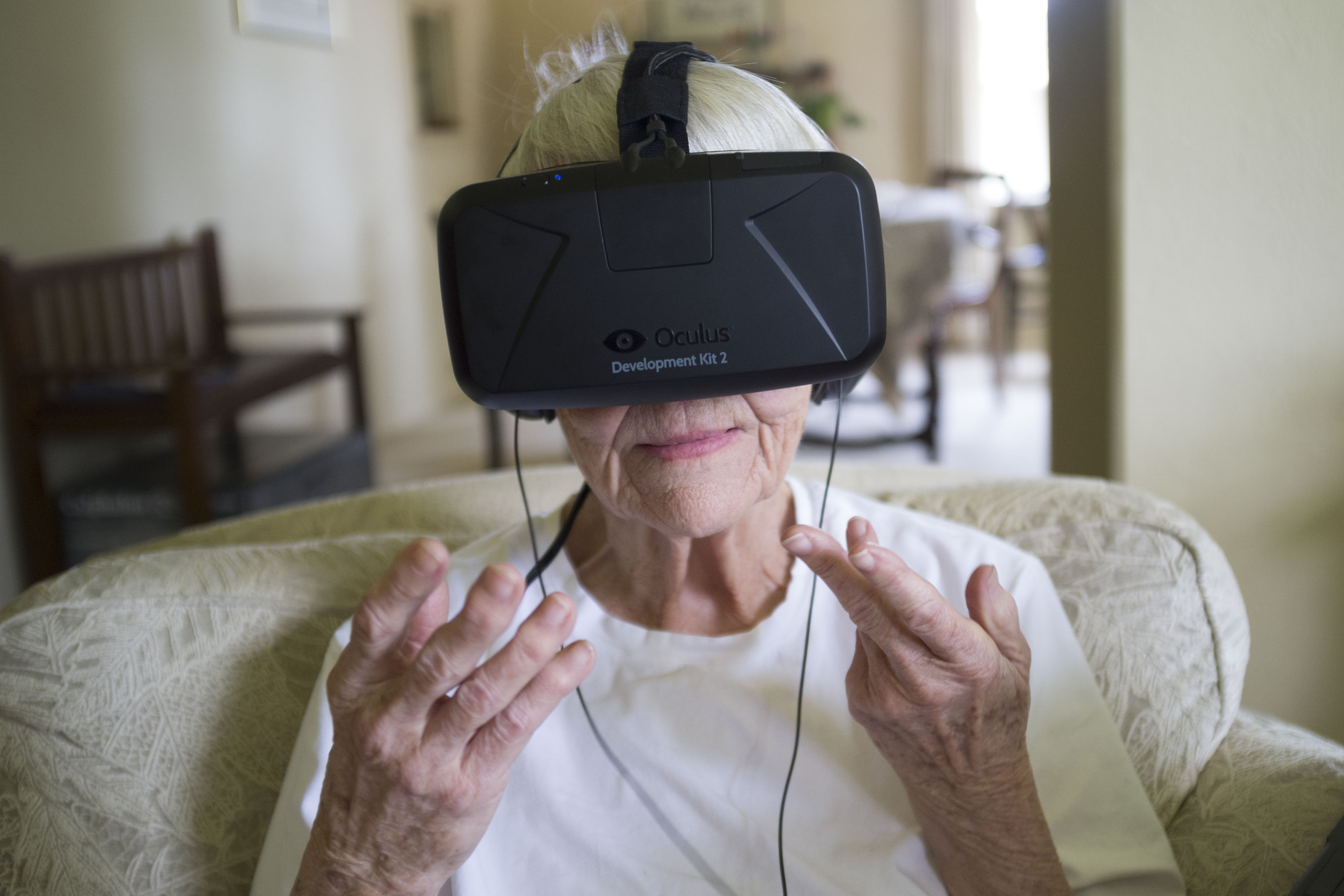
En äldre person använder Oculus Rift (Development Kit 2).

## Galleri

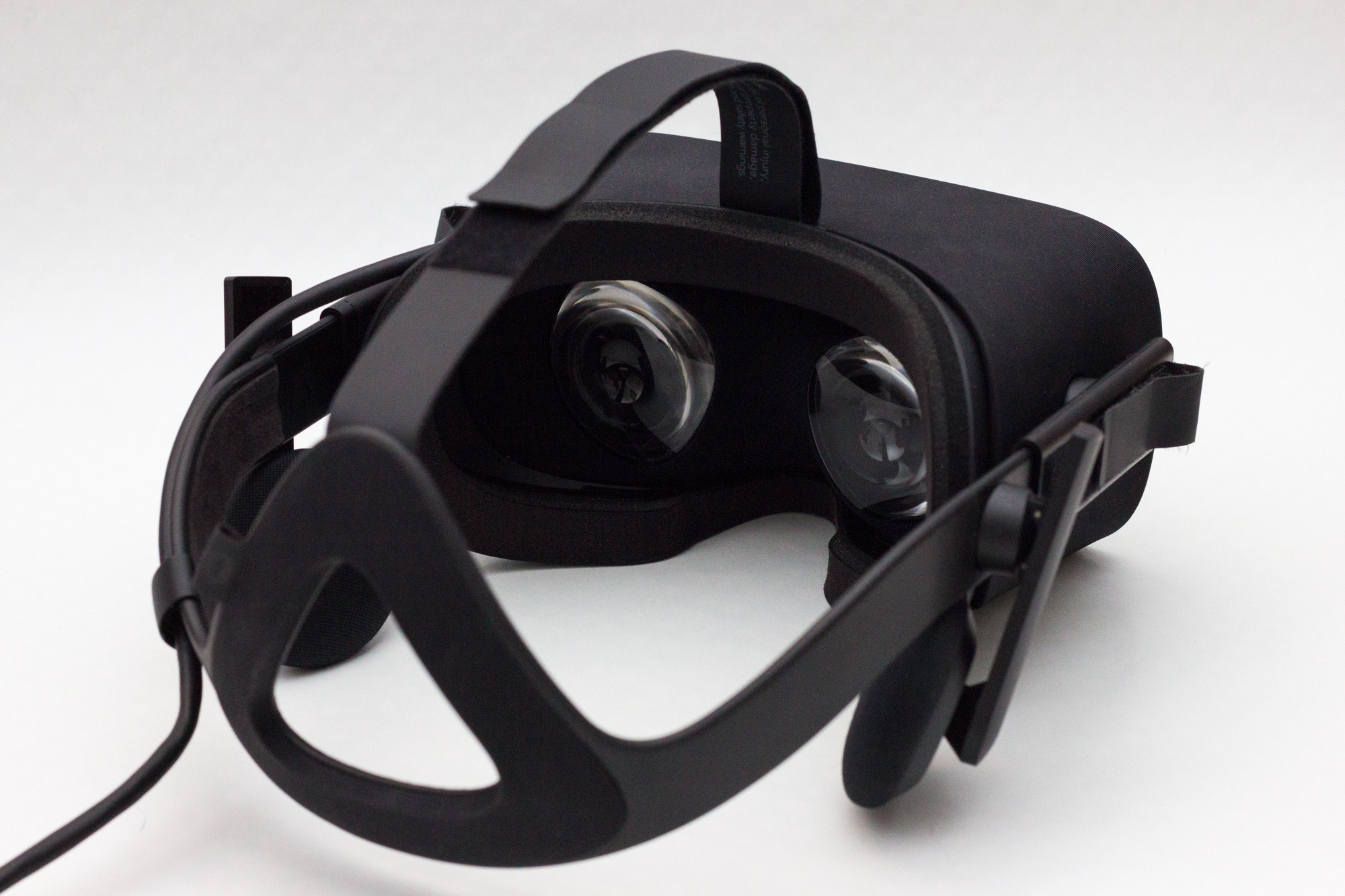
Baksidan av Oculus Rift.
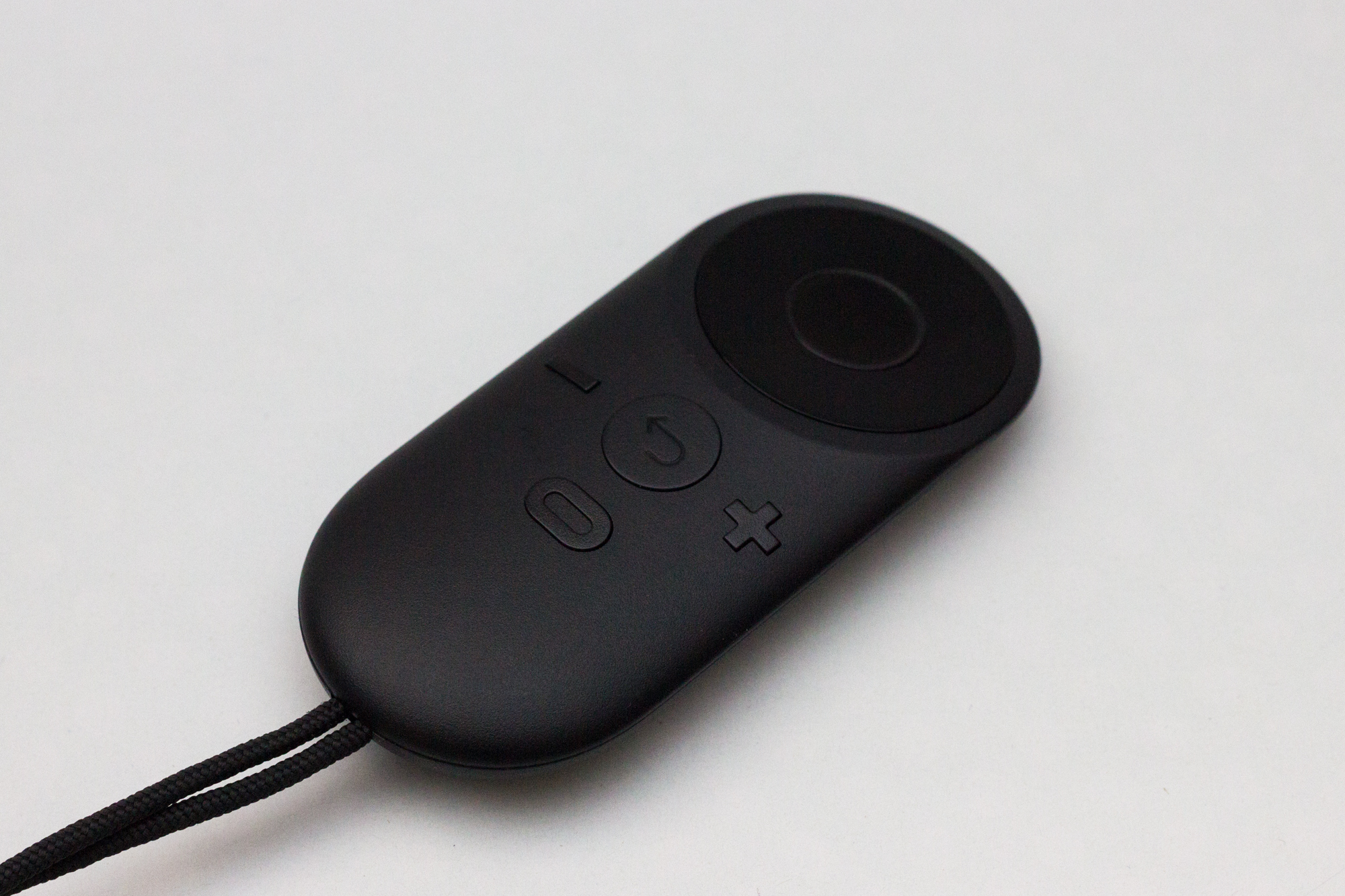
Fjärrkontrollen
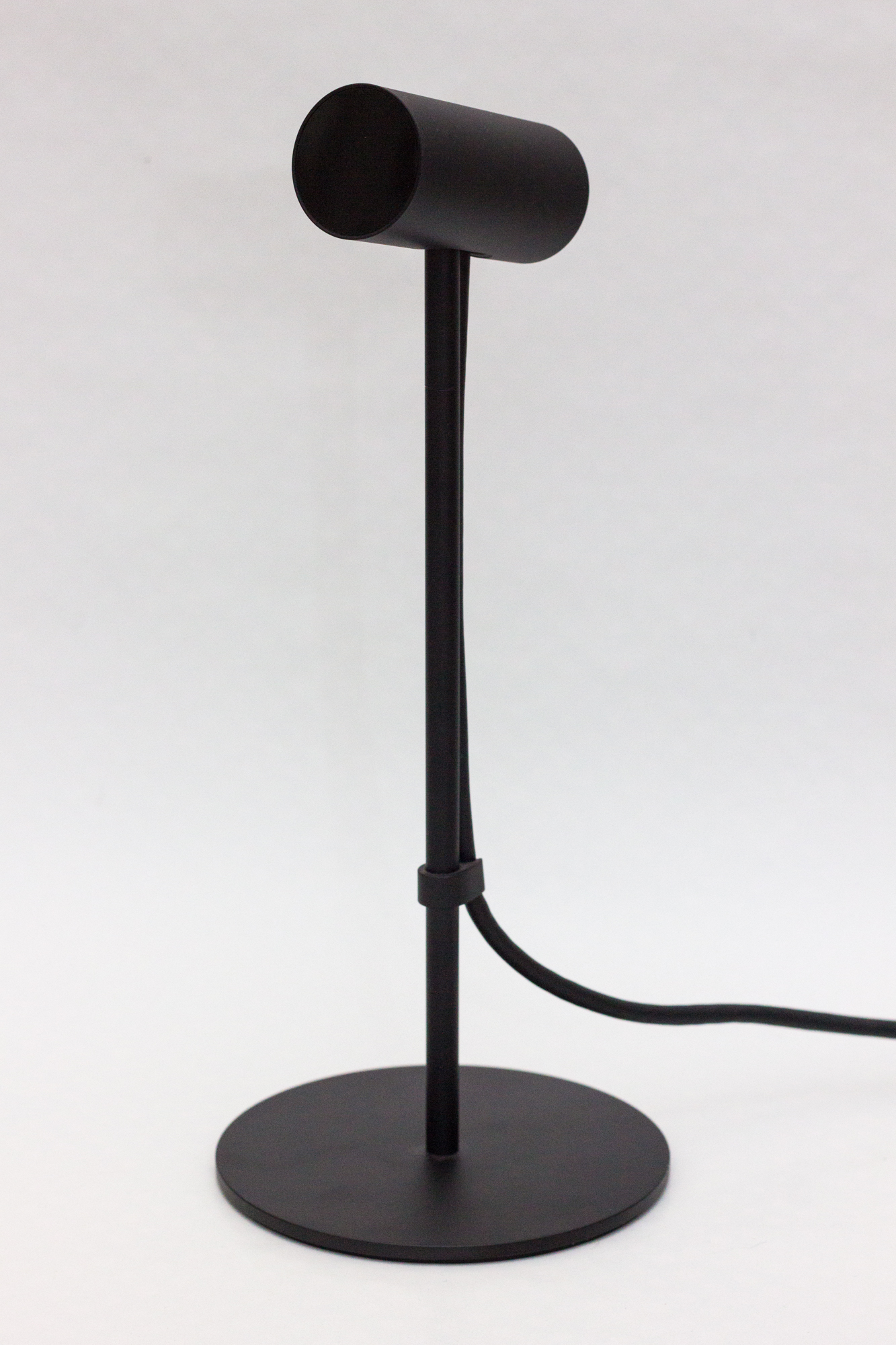
Sensorn
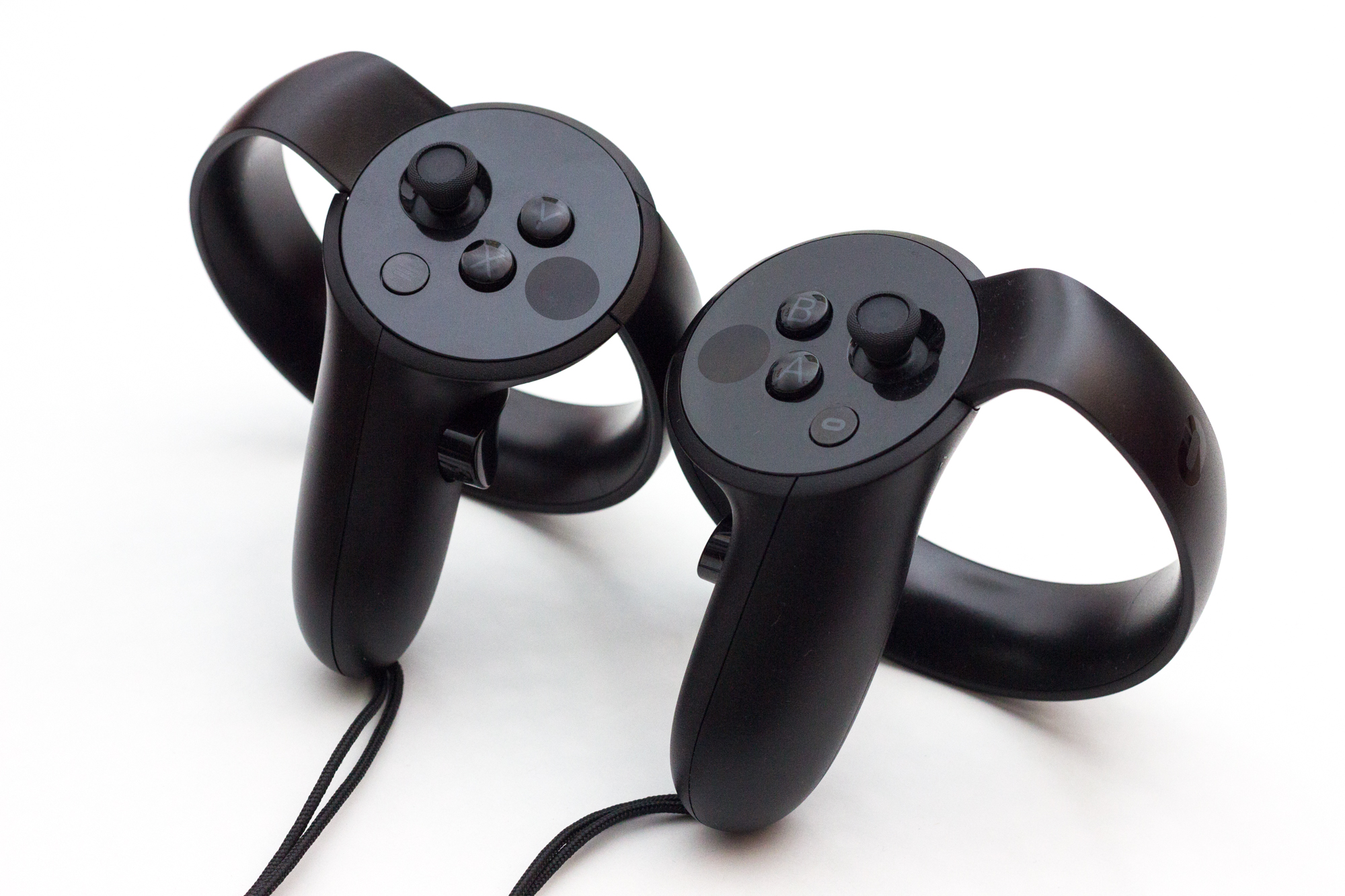
Handkontrollerna